# Vineta Skujiņa
Vineta Skujiņa (ur. 4 lipca 1970 w Rydze) – łotewska socjolingwistka i polityk, posłanka na Sejm Republiki Łotewskiej (2011–2014).

## Życiorys
W 1994 ukończyła studia na Uniwersytecie Łotewskim (LU), specjalizując się w nauczaniu w szkołach mniejszości narodowych. W 1996 uzyskała magisterium w Łotewskiej Akademii Kultury (Latvijas Kultūras akadēmija, LKA) z dziedziny teorii kultury. Siedem lat później obroniła pracę doktorską z obszaru socjolingwistyki na Uniwersytecie Łotewskim.
Podjęła pracę w afiliowanym przy LU Instytucie Języka Łotewskiego („Latviešu valodas institūts”), została także dyrektorem Centrum Edukacji Multikulturalnej LU. Jest członkiem i działaczką Towarzystwa Łotewskiego w Rydze. Współpracuje z Radą Konsultacyjną ds. Tożsamości Narodowej i Społecznej Integracji przy Ministerstwie Kultury RŁ.
Zajmuje się naukowo socjolingwistyką i polityką językową, badała kwestie dyskryminacji lingwistycznej Łotyszy na Łotwie. Jest autorką książki „Valsts valoda daudzvalodīgajā sabiedrībā: individuālais un sociālais bilingvisms Latvijā” (pol. „Język państwowy w wielojęzycznym społeczeństwie: indywidualny i społeczny bilingaulizm na Łotwie”, 2009.
W wyborach w 2011 została kandydatką Zjednoczenia Narodowego „Wszystko dla Łotwy!–TB/LNNK” na urząd ministra oświaty i nauki. Uzyskała mandat poselski jako przedstawicielka okręgu Semigalia.  W wyborach w 2014 nie wywalczyła poselskiej reelekcji.
Zamężna, ma czworo dzieci.